# Gli spostati
Gli spostati (The Misfits) è un film del 1961, diretto da John Huston, sceneggiato da Arthur Miller e interpretato da Marilyn Monroe, Clark Gable, Eli Wallach e Montgomery Clift.

## Trama
La bella e ingenua Roslyn, da poco divorziata, per mezzo dell'amica lsabelle stringe amicizia con due uomini: Gay, un cowboy anche lui divorziato, e Guido, meccanico e aviatore. Respinti gli approcci di quest'ultimo, Roslyn sente nascere in sé una viva simpatia per il cowboy che, dal suo canto, non è indifferente al fascino della giovane donna, di cui riconosce e apprezza la profonda sensibilità e umanità. Inizia così una relazione fra Roslyn e Gay, finché Guido non propone all'amico di prender parte a una caccia ai cavalli selvaggi. La brutalità di un rodeo e le ferite che Perce, uno dei concorrenti, subisce durante la gara, sconvolgono l'animo di Roslyn; ai suoi occhi Gay appare ora sotto un aspetto diverso, cinico, rozzo e istintivamente violento.
La reazione della donna è immediata quando Guido e Gay, dopo un'estenuante caccia, riescono a catturare una cavalla selvaggia con un puledro oltre che uno stallone. Inoltre Guido fa il doppio gioco per mostrare ai due l'aspetto peggiore uno dell'altra.
Roslyn, con l'aiuto di Perce, libera però lo stallone ma Gay torna a catturarlo e a domarlo a prezzo d'una lotta furiosa. Dopo aver provato la sua superiorità sulla forza selvaggia dell'animale, a sua volta lo scioglie dai lacci e gli rende la libertà.
È questo il suo cavalleresco omaggio alla sensibilità di Roslyn, che ha definitivamente conquistato il suo amore.

## Produzione
Notevoli problemi sul set si ebbero a causa dei cronici ritardi della Monroe: le riprese iniziavano tra le 9:30 e 9:45 (per contratto, Gable lavorava dalle 9 alle 17) e lei ogni giorno si presentava verso le 11:30, mai prima di tale orario. Esausti, regista e attori (fra di loro Gable era quello più innervosito da tale comportamento) decisero di risolvere il problema posticipando l'inizio delle riprese alle 11:30.
Le riprese avvennero principalmente in Nevada nella città di Reno, al Mapes Casino e al Quail Canyon; altre scene vennero realizzate presso il Pyramid Lake. La scena del rodeo venne girata a Dayton mentre quella del cavallo impazzito legato con le funi a Stagecoach (zona oggi nota come Misfits Flat); le riprese terminarono con gli interni realizzati a Los Angeles negli studi della United Artists.
La sceneggiatura è di Arthur Miller, marito di Monroe. All'arrivo sulle scene, Monroe venne accolta, appena scesa dal volo sull'United DC-7, da 200 ammiratori.
Il film rappresenta l'ultimo film interamente girato di Marilyn Monroe, precedente all'incompleto Something's Got to Give, girato nel 1962, e l'ultimo film di Clark Gable, morto per infarto il 16 novembre 1960, 12 giorni dopo la fine delle riprese. Gable era malato di cuore da tempo (era anche un accanito fumatore), ma rifiutò sempre la controfigura anche nelle scene più pericolose. Oltre che l'ultima, questa è considerata una delle sue migliori interpretazioni.
Fu anche uno degli ultimi film interpretati da Montgomery Clift: sarebbe apparso successivamente in sole altre tre pellicole, prima della scomparsa nel 1966.

## Distribuzione

### Data di uscita
Il film venne distribuito in varie nazioni, fra cui:
- Stati Uniti d'America, The Misfits 1º febbraio 1961
- Svezia, De missanpassade 17 marzo 1961
- Germania Ovest, Nicht gesellschaftsfähig 21 marzo 1961
- Austria, Misfits - Nicht gesellschaftsfähig 24 marzo 1961
- Finlandia, Sopeutumattomat 31 marzo 1961
- Danimarca, De frigjorte 3 aprile 1961
- Francia, Les désaxés 19 aprile 1961
- Italia, Gli spostati 10 maggio 1961
- Giappone 3 giugno 1961
- Portogallo, Os Inadaptados 25 gennaio 1962

## Accoglienza

### Critica
La critica verso la pellicola fu benevola: Kate Cameron dal New York Daily News si soffermerà sulla bravura dei due protagonisti, Marilyn Monroe e Clark Gable, ma coincidenza fu che sarà l'ultimo film completo a cui parteciparono gli attori protagonisti.
Tratta di un piccolo gruppo che pensa di essere libero, dei «ribelli senza padrone», ritratto del malessere dell'America, verrà rivalutato con il passare degli anni. Il film era stato sceneggiato basandosi completamente sulla figura di Marilyn Monroe, paragonata al cavallo selvaggio del film, ma risente troppo del gusto letterario che appesantisce il tutto.
Il film si presta anche a essere considerato uno dei primi esempi di western "ecologico", da un lato, e non improntato a una iconografia esclusivamente "machista", visto che è il personaggio di Marilyn Monroe (non a caso supportata da Montgomery Clift), che si oppone, con successo, all'uccisione dei cavalli. Per questo sapore un po' crepuscolare («il vecchio west non esiste più») può avvicinarsi, con grandissimo anticipo, a film come Gli spietati di Clint Eastwood.

## Curiosità
Nel film si trovano riferimenti incrociati alla vita degli attori protagonisti. Ad esempio, durante la telefonata alla madre, Montgomery Clift parla del suo incidente alla mandibola, effettivamente occorso all'attore qualche anno prima, e nell'armadietto di Clark Gable si possono intravedere numerosi ritagli tratti da precedenti film di Marilyn Monroe.